# Коттила (Ленинградская область)
Коттила (фин. Kottila) — упразднённая деревня на территории Ромашкинского сельского поселения Приозерского района Ленинградской области.

## Название
В 1948 году деревня Коттила получила новое название — «Горка».

## История
- Деревня Коттила на финской карте 1923 года

Деревня Коттила делилась на две половины. Одна принадлежала волости Саккола, другая, более западная — волости Вуокселе. Земли деревни располагались на трех уровнях береговых террас, спускавшихся к воде.
История деревни тесно связана с усадьбой Нойсниемен-хови, находившейся на противоположном берегу притока реки Вуокса, где на помещичьих землях жили крестьяне-арендаторы, торпари. И хотя Коттила находилась на отшибе, она считалась третьей частью деревни Нойсниеми.
Жители Коттила занимались выращиванием ржи, картофеля и лесными заработками.
По состоянию на 1939 год в деревне насчитывалось семь хозяйств. Еще пять принадлежало к волости Вуоксела.
В настоящее время на землях бывшей деревни располагаются постройки базы отдыха одного из петербургских предприятий, детский лагерь.

## География
Деревня находилась на левом берегу притока реки Вуокса — Вуокса-Вирта.